# Indaial
Indaial é um município brasileiro do estado de Santa Catarina. Sua população, conforme estimativas do IBGE de 2021, era de 72 346 habitantes.

## História
Sua colonização iniciou por volta de 1860, com os alemães, e posteriormente com os italianos (1875) e poloneses (1878). No ano de 1934 conquistou sua independência, sendo desmembrado da grande Blumenau.
Seu nome tem origem da “Indaiá”, uma palmeira muito comum no município na época de sua colonização.
Os primeiros habitantes de Indaial foram os índios tapajós e carijós e os alemães se estabelecendo no bairro "Warnow", hoje homenageados como dois grandes bairros da cidade. Indaial é uma das maiores cidades do Vale do Itajaí, também conhecida por “Cidade das Flores e da Música”.

## Infraestrutura
O sistema viário de Indaial é apoiado em quatro pontes que cruzam o Rio Itajaí-Açu, sendo uma delas a maior travessia fisica sobre o Rio itajaí açu, duas destas pontes ligam a região central do município ao binário de circulação principal formado pela Avenida Maria Simão e Avenida Manoel Simão. A mais antiga das pontes é a “Ponte Emílio Baumgart”, popularmente chamada de “Ponte dos Arcos”, inaugurada em 1926. Seu nome  homenageia o engenheiro blumenauense Emílio Henrique Baumgart, projetista da obra. Além desta, vale citar que entre suas obras estão o Hotel da Glória e o Copacabana Palace, ambos no Rio de Janeiro. A construção foi uma verdadeira revolução, pois é a primeira ponte deste porte construída no Brasil utilizando cimento armado e mede 175m de comprimento e 6m de largura.
A maioria das vias mais movimentadas já contam com pavimento asfáltico, o que facilita a circulação.  No ano de  2013, foram instalados em duas interseções o controle semafórico, o que a cidade ainda não dispunha, fato notável, pois seu porte e suas condições econômicas já exigiam isso há bastante tempo.  O controle semafórico foi instalado com operação inteligente que, através de tele câmeras providas de sensores (detectores) faz variar o tempo de verde de acordo com o número de veículos que chegam nas aproximações das interseções, e hoje a cidade conta diversos pontos com sistema semafórico,  Poucas cidades contam com esse recurso avançado no Brasil.
O centro da cidade passou por um processo de urbanização, assim aumentando e padronizando as calçadas, além da criação de jardins, plantação de árvores e melhoramento do trânsito em geral. Em dezembro de 2010 foi revitalizada a Avenida Beira Rio, que por muitos anos estava em estado precário e não possuía nenhuma espécie de pavimentação. Hoje a cidade conta com um espaço de lazer para a família, com academia, pista de caminhada e eventos especiais para a população, como shows musicais e apresentações diversas.
O município também conta com o “Parque Ribeirão das Pedras” (Jorge Hardt), que possui uma pista profissional de motocross, uma pista profissional de velocross, um kartódromo internacional, dois pavilhões para sediar os eventos, pista de caminhada, pista de mountain bike, quiosques, quadra de futsal, quadras de areia, campo de futebol, pista profissional de skate, quadra de basquetebol, pista de atletismo, academias ao ar livre, playgrounds, estacionamentos. O local é palco de  grandes eventos como a FIMI, campeonatos nacionais de kart, moto e bicicleta, além de shows nacionais
O “Ginásio Sérgio Luiz Petters”, localizado no centro da cidade, se encontra disponível e em bom estado para uso. Nele ocorrem tradicionais competições como o “Torneio de Verão” e as apresentações de patinação artística, muito comum em Indaial. Próximo ao ginásio, se encontra a “Fundação Indaialense de Cultura”, FIC, onde a população pode usufruir de aulas de canto, teatro, danças e diversos instrumentos musicais. Além disso, possui uma ampla biblioteca pública, que possui um acervo com mais 18 mil livros, disponíveis gratuitamente à população.
Na FIC "Casa da Cultura" como é conhecida pela população, há belos jardins e bosques com trilhas recomendáveis á quem pratica leitura. A fundação também possui a Biblioteca Pública, Arquivo Histórico e Espaço para Exposições. Também administra cursos gratuitos a comunidade e é responsável pelo Museu Ferroviário.
Na segurança publica, Indaial conta com o 32º batalhão de policia militar de Santa Catarina, delegacia de policia civil, e a 27ª unidade de bombeiros voluntários de Santa Catarina, além da defesa civil municipal. 

## Geografia
Indaial localiza-se no Vale do Itajaí, próxima a Blumenau, a uma latitude 26º53'52" sul e a uma longitude 49º13'54" oeste, estando a uma altitude de 64 metros.
Indaial possui uma área de 430,799 km², e está situado às margens da rodovia BR-470, no Médio Vale do Itajaí, também chamado de Vale Europeu. Dista 20 km de Blumenau e 160 km da capital do estado, Florianópolis. O município é banhado pela bacia do rio Itajaí-Açu e pelo seu mais importante afluente, o rio Benedito. A cidade é cercada por uma vegetação nativa da mata atlântica, sendo riquíssima e abundante a sua diversidade de espécies. Parte de seu território fica dentro do parque nacional da serra do Itajaí.
Segundo dados do Instituto Nacional de Meteorologia (INMET), referentes ao período de 1970 a 1980, 1982 a 1983, 1985, 1988 a 1989 e de 1991 a 2020, a menor temperatura registrada em Indaial foi de −1,2 °C em 14 de julho de 2000. A maior atingiu 41,2 °C em 8 de fevereiro de 2014. Temperaturas máximas iguais ou acima dos 40 °C também ocorreram em 4 de fevereiro de 2010 (40,6 °C), 19 de dezembro de 1971 (40,3 °C), 19 de Novembro de 2009 (40,1 °C), 5 de fevereiro de 2010 (40,1 °C), 31 de Janeiro de 2019 (40 °C) e 9 de março de 2002 (40 °C). O maior acumulado de precipitação em 24 horas atingiu 160,6 milímetros em 5 de fevereiro de 2002.
| Dados climatológicos para Indaial | Dados climatológicos para Indaial | Dados climatológicos para Indaial | Dados climatológicos para Indaial | Dados climatológicos para Indaial | Dados climatológicos para Indaial | Dados climatológicos para Indaial | Dados climatológicos para Indaial | Dados climatológicos para Indaial | Dados climatológicos para Indaial | Dados climatológicos para Indaial | Dados climatológicos para Indaial | Dados climatológicos para Indaial | Dados climatológicos para Indaial |
| Mês | Jan                               | Fev                               | Mar                               | Abr                               | Mai                               | Jun                               | Jul                               | Ago                               | Set                               | Out                               | Nov                               | Dez                               | Ano                               |
| --- | --------------------------------- | --------------------------------- | --------------------------------- | --------------------------------- | --------------------------------- | --------------------------------- | --------------------------------- | --------------------------------- | --------------------------------- | --------------------------------- | --------------------------------- | --------------------------------- | --------------------------------- |
| Temperatura máxima recorde (°C) | 40,0                              | 41,2                              | 40                                | 36,1                              | 34                                | 32,2                              | 33                                | 37,2                              | 36,8                              | 38,3                              | 40,1                              | 40,3                              | 41,2                              |
| Temperatura máxima média (°C) | 31,3                              | 31,3                              | 30,5                              | 27,9                              | 24,4                              | 22,3                              | 21,5                              | 23,3                              | 23,7                              | 25,9                              | 28,5                              | 30,4                              | 26,7                              |
| Temperatura média compensada (°C) | 24,7                              | 24,7                              | 24                                | 21,6                              | 17,9                              | 16,3                              | 15,7                              | 17                                | 18,3                              | 20,4                              | 22,3                              | 23,9                              | 20,6                              |
| Temperatura mínima média (°C) | 20,7                              | 20,9                              | 20,1                              | 17,8                              | 14,3                              | 12,9                              | 12,2                              | 13,1                              | 14,9                              | 17                                | 18,3                              | 19,7                              | 16,8                              |
| Temperatura mínima recorde (°C) | 13,4                              | 14,2                              | 9,7                               | 6,6                               | 3,2                               | 1                                 | −1,2                              | 3,4                               | 2,2                               | 7,5                               | 8,4                               | 11,4                              | −1,2                              |
| Precipitação (mm) | 243,3                             | 179,2                             | 126,6                             | 109,1                             | 105,8                             | 106,3                             | 125,4                             | 90,6                              | 161,3                             | 167,4                             | 156,4                             | 165,6                             | 1 737                             |
| Dias com precipitação (≥ 1 mm) | 16                                | 14                                | 12                                | 8                                 | 8                                 | 7                                 | 9                                 | 7                                 | 12                                | 13                                | 12                                | 12                                | 130                               |
| Umidade relativa compensada (%) | 83,5                              | 85,2                              | 85,7                              | 85,7                              | 86,8                              | 88,2                              | 87,6                              | 86,2                              | 85,8                              | 84,8                              | 82,3                              | 81,8                              | 85,3                              |
| Insolação (h) | 151                               | 140,3                             | 152,4                             | 135,6                             | 136,1                             | 118,1                             | 123,8                             | 128,2                             | 89,9                              | 101,6                             | 136,3                             | 122,1                             | 1 535,4                           |
| Fonte: Instituto Nacional de Meteorologia (INMET) (normal climatológica de 1981-2010; recordes de temperatura: 14/12/1970 a 28/11/1980, 01/01/1982 a 31/12/1983, 01/01/1985 a 31/12/1985, 01/01/1988 a 31/12/1989 e a 01/01/1991 a 14/10/2020) |                                   |                                   |                                   |                                   |                                   |                                   |                                   |                                   |                                   |                                   |                                   |                                   |                                   |

## Eventos
No Parque Municipal Jorge Hardt é realizada a FIMI, uma festa muito frequentada por pessoas de toda a região, que comemora a fundação do município, que ocorre todos os anos em março. Desde 2004 a festa conta com o Stammtisch, evento típico alemão, onde amigos e familiares se reúnem para comer e beber no centro da cidade. Além disso, a FIMI conta com shows nacionais e corridas de Motocross.
Todos anos ocorre também o Indaial radical, um dos maiores eventos off road do Brasil, e o evento tunning party também um dos maiores do Brasil. 

## Comunicações
Indaial possui três estações de rádio, sendo as três FM, Nova FM , Ponte FM e Rádio Clube de Indaial que era antigamente a rádio AM da cidade. Além dessas, também é possível sintonizar várias emissoras de Blumenau, como Atlântida FM, Antena 1, Rádio Clube de Blumenau e Rádio Nereu Ramos.
Há também no município um considerável número de jornais em circulação. Além dos pertencentes ao Grupo RBS (Diário Catarinense e Jornal de Santa Catarina, ambos diários), há o bissemanal Jornal do Médio Vale, de Timbó, e o Cruzeiro do Vale, de Gaspar. Com sede em Indaial são os tabloides Jornal de Indaial, Jornal A Região Metropolitana, Folha de Indaial (quinzenais),  e Jornal A Bola (mensal).

## Personalidades
- Ângela Amin, ex-prefeita de Florianópolis
- Inri Cristo, personagem do astrólogo Álvaro Thais, o Yuri de Nostradamus.
- Werner Zotz, escritor infanto-juvenil